# Asakawa
Asakawa (japanska: 浅川町?, Asakawa-machi) är en landskommun (köping) i Fukushima prefektur i Japan.  